# 太子奐
太子奐（たいし かん、生没年不詳）は、中国戦国時代の韓の宣恵王の太子。

## 生涯
紀元前322年、韓の太子奐は魏の太子嗣（後の魏の襄王）と共に秦の恵文王に朝見した。同年、張儀が魏の宰相となった。
紀元前318年、中山国の楽池が秦の宰相となった。同年、魏・韓・趙・燕・楚の5カ国合従軍が秦の函谷関に、魏の相国の公孫衍の呼びかけに呼応した義渠が李帛（現在の甘粛省天水市の東）に攻め込んだ。秦は樗里疾を指揮官として派遣し、足並の揃わぬ合従軍は修魚（現在の河南省新郷市原陽県の南西）の地で樗里疾率いる秦軍に敗れ、韓将の申差は捕虜となり趙の公子渇と太子奐も敗走し、合従軍は8万2千の兵が首を討たれた（函谷関の戦い）。
紀元前314年、秦に攻められた韓は太子倉（後の韓の襄王）を秦に人質として差し出し和睦した。太子奐は先の函谷関の戦いで戦死したかなどして、この年までに廃位されていたことが分かっている。